# 늦은 귀로
《늦은 귀로》는 1986년 5월 18일에 MBC TV에서 방영되었던 베스트셀러극장이다.

## 줄거리
재벌그룹 오 회장(최불암)의 외동딸 미정(오수비)은 가정에 얽매이는 것이 싫어 독신 사업가가 되길 원하지만 결혼하라는 아버지의 성화가 심해지자 위장 결혼을 계획한다. 미정은 위장 결혼 파트너를 찾던 중 우연히 그룹 지정병원에서 치과의사 길지만(현석)을 만나, 그에게 가짜 애인 역할을 부탁한다. 대신 미정은 지만이 본업보다 더 정성을 쏟고 있는 무의촌 치과진료의 후원자가 될 것을 약속하는데...

## 출연
- 현석
- 오수비
- 최불암
- 이정길
- 김동주
- 남영진
- 박윤배
- 정대홍
- 박경순
- 차윤회
- 한규희
- 나성균
- 김성일
- 오현섭
- 견미리